# المكسر (حبيش)

تعديل مصدري - تعديل

المكسر محلة تابعة لقرية الجحار، التابعة لعزلة وادي المعقاب بمديرية حبيش إحدى مديريات محافظة إب في الجمهورية اليمنية، بلغ تعداد سكانها 88 حسب تعداد اليمن لعام 2004.